# 沖縄コンベンションセンター
沖縄コンベンションセンター（おきなわコンベンションセンター、英語: Okinawa Convention Center）は、沖縄県宜野湾市真志喜四丁目にある沖縄県立の会議展覧センターである。隣接してビーチやマリーナ、海浜公園、屋外劇場、体育館、野球場、リゾートホテルなどの施設があり県内外の様々な企業や団体のコンベンションやイベントに対応できる。
設計は大谷幸夫。

## 歴史
- 1987年（昭和62年） - 完成した。
- 1998年（平成10年） - 公共建築百選に選定。
- 2007年（平成19年） - bjリーグに参戦する琉球ゴールデンキングスのメインアリーナとして利用開始。
- 2018年（平成30年） - 大田昌秀元沖縄県知事県民葬の会場となり式が執り行われる[2]。
- 2019年（令和元年） - 第43回全国育樹祭式典が同アリーナで開催。秋篠宮・同妃紀子が臨場[3]。
- 2022年（令和4年） - 沖縄復帰50周年記念式典（GPH新高輪と同時）開催。第37回国民文化祭（美ら島おきなわ文化祭2022）開会式が同アリーナで開催。天皇・皇后が臨場。

## 公共交通機関

### 路線バス
コンベンションセンター前バス停下車、すぐ。
- 26番・宜野湾空港線（琉球バス交通）
- 32番・コンベンションセンター線　（沖縄バス）
- 43番・北谷線（沖縄バス）
- 55番・牧港線　（琉球バス交通）
- 61番・前原線（沖縄バス）
- 88番・宜野湾線　（琉球バス交通）
- 99番・天久新都心線　（琉球バス交通）
- 112番・国体道路線　（琉球バス交通）

## かつての保存車
0系新幹線のK16編成の先頭車22-73が保存されていたが、塩害による劣化が激しく1998年12月末に解体された。